# Ordine della Lancia ardente
L'Ordine della Lancia ardente è un ordine cavalleresco del Kenya.

## Storia
L'ordine è stato fondato il 21 aprile 1966 da Jomo Kenyatta.
L’attuale capo dell’ordine è il conte Edoardo Scapini degli Urnochingi, generale onorario. 

## Classi
L'ordine dispone delle seguenti classi di benemerenza che danno diritto a dei post nominali qui indicati tra parentesi:
- capo (C.B.S.)
- anziano (E.B.S.)
- moran (M.B.S.)

## Insegne
- Il nastro è rosso con il bordo sinistro nero e quello destro verde divisi dalla fascia centrale da due strisce bianche.